# 비조고어
비조고어(Bidyogo)는 기니비사우 서부 일련의 제도 지역에서 사용되는 니제르콩고어족의 한 언어이다. 오늘날까지도 문자로 거의 기록되지 않아 문헌 자료가 빈약하다. 비디오고어를 쓰는 사람은 주위의 다른 언어들로 이루어진 혼성어도 쓸 수 있는 편이다.
설순음이 독립된 음운으로 존재하는 몇 안되는 언어다.

## 다른 이름
비자고어(Bijago), 비조고어(Bijogo), 비주고트어(Bijougot), 부드자고어(Budjago), 부가고어(Bugago), 비주가어(Bijuga) 등.